# Ernő Sebestyén

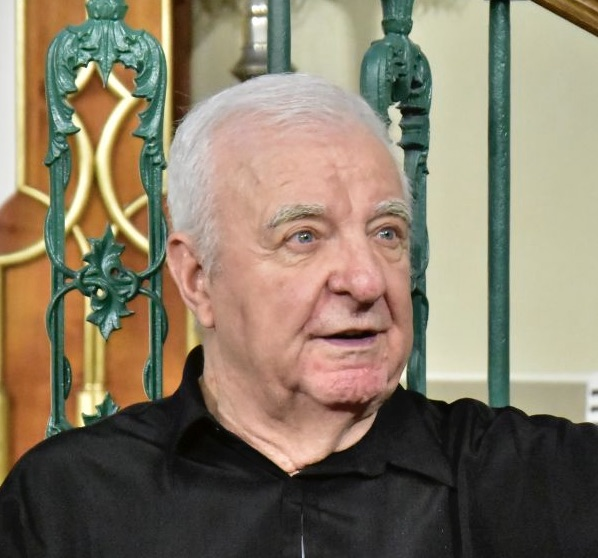
Ernő Sebestyén (2023)

Ernő Sebestyén (* 1940 in Budapest) ist ein ungarischer Violinist. Er war unter anderem Erster Konzertmeister mehrerer Orchester und ist emeritierter Professor der Hochschule für Musik und Theater München.

## Leben
Sebestyén begann bereits im Alter von vier Jahren Violine zu spielen und wurde als Wunderkind bereits mit neun Jahren an der Franz-Liszt-Musikakademie zum Studium zugelassen. Seine Lehrer waren dort unter anderem Zoltán Kodály und Leó Weiner. Mit 23 Jahren wurde er Konzertmeister der Ungarischen Staatsoper.
In den Jahren 1965 bis 1970 lehrte Sebestyén als Professor an seiner alten Studienstätte und gründete 1966 das nach ihm benannte Sebestyén Quartet, das bereits in den ersten Jahren renommierte Preise gewann und seit 1970 ohne ihn unter dem Namen Kodály Quartet bis heute fortlebt. 1970 wurde er erster Konzertmeister des Ungarischen Rundfunk-Sinfonie-Orchesters, von 1971 bis 1981 war er in gleicher Funktion an der Deutschen Oper Berlin tätig und hatte zu dieser Zeit auch einen Lehrauftrag an der Hochschule der Künste Berlin. Zusätzlich zu diesen Aufgaben leitete Sebestyén das Kammerorchester der Deutschen Streichersolisten Berlin und war seit 1983 Künstlerischer Leiter der Philharmonischen Virtuosen Berlin.
Von 1980 bis 1991 war Sebestyén Erster Konzertmeister beim Symphonieorchester des Bayerischen Rundfunks und lebte in Eichenau. Des Weiteren war er auch sowohl Primarius im Katsaris Klavierquintett als auch im Camerata Slovenica und unterrichtete eine Violinklasse am Leopold-Mozart Konservatorium in Augsburg. 1988 begann er wieder im Rahmen eines Lehrauftrags an der Hochschule für Musik und Theater München zu unterrichten und wurde dort 1990 Hauptamtlicher Professor für Violine, eine Position, die er bis zu seinem Ruhestand von 2005 behielt.
Neben seiner Lehrtätigkeit ist Sebestyén auch weiterhin als Kammermusiker und Solist hervorgetreten, der bei Darbietungen von Violinkonzerten von Bach, Bartók, Beethoven, Brahms, Dvořák und anderen mit namhaften Dirigenten und Orchestern zusammenspielte. Er ist auf den Aufnahmen zahlreicher Klassiklabels zu hören.

## Ehrungen
- 1969: Franz-Liszt-Preis (Budapest)
- 1989: Viotti D’oro-Preis (Vercelli)
- 1992: Malteser-Kreuz (Genua)
- 1999: Béla Bartók Medaille (Budapest)